# Pojezierza Wschodniobałtyckie
Pojezierza Wschodniobałtyckie (842) – podprowincja fizycznogeograficzna Europy Wschodniej, zajmująca niemal w całości terytoria Litwy, Łotwy i Estonii, północną Białoruś oraz przyległe obszary Rosji europejskiej, sięgająca aż do północno-wschodniej Polski. 
Pojezierza Wschodniobałtyckie są wschodnim przedłużeniem Pojezierzy Południowobałtyckich; obejmują obszary ostatniego zlodowacenia od doliny Pasłęki na zachodzie przez pojezierza: Mazurskie i Litewskie aż po północno-zachodnią część Rosji ciągną się od Olsztyna do Witebska. Charakteryzują się wzgórzami morenowymi (wysokość do 309 m), równinami sandrowymi, wysoczyznami morenowymi oraz licznymi jeziorami.
Wzniesienia dochodzą do ponad 300 m n.p.m. Jednakże najczęściej mają 150–200 m.
Wyróżnia się 8 makroregionów:
- 842.1 Pojezierze Widzemsko-Estońskie
- 842.2 Równina Ewikszty
- 842.3 Pojezierze Łatgalskie
- 842.4 Pojezierze Brasławskie
- 842.5 Równina Połocka
- 842.6 Pojezierze Białoruskie
- 842.7 Pojezierze Litewskie
- 842.8 Pojezierze Mazurskie

Na terenie Polski leżą niemal całe Pojezierze Mazurskie i fragment Pojezierza Litewskiego. 